# Fatma Al-Nabhani
Fatma Al-Nabhani (árabe: فاطمة النبهاني ; nació el 20 de mayo de 1991 en Mascate) es una jugadora de tenis omaní.
Su mejor clasificación en la WTA fue la número 362 del mundo, que llegó el 4 de octubre de 2010. En dobles alcanzó número 238 del mundo, que llegó el 28 de abril de 2014. Hasta la fecha, ha ganado cuatro individuales y cinco títulos de dobles en el ITF tour.
Al-Nabhani hizo debut WTA Tour en los campeonatos del tenis de Dubái 2009, después de haber recibido un comodín con Magali de Lattre en el torneo de dobles, pero perdieron con Chan Yung-jan y Sun Tiantian en la primera ronda.
Jugadora por Omán en la Copa Federación, Al-Nabhani tiene un récord de ganados y perdidos de 9-6.

## Títulos ITF

### Individual (10)
| Torneos de 100 000 $ |
| Torneos de 75 000 $  |
| Torneos de 50 000 $  |
| Torneos de 25 000 $  |
| Torneos de 15 000 $  |
| Torneos de 10 000 $  |

| N.º | Fecha                    | Torneo                            | Superficie | Oponentes           | Resultado   |
| --- | ------------------------ | --------------------------------- | ---------- | ------------------- | ----------- |
| 1.  | 27 de marzo de 2010      | Fujairah , Emiratos Árabes Unidos | Dura       | Katerina Avdiyenko  | 7-6(1), 6-1 |
| 2.  | 14 de abril de 2012      | Fujairah, Emiratos Árabes Unidos  | Dura       | Ankita Raina        | 6-2, 6-3    |
| 3.  | 1 de septiembre de 2013  | Sharm el-Sheikh, Egipto           | Dura       | Yana Sizikova       | 7-5, 6-3    |
| 4.  | 8 de septiembre de 2013  | Sharm el-Sheikh, Egipto           | Dura       | Anna Morgina        | 6-4, 6-1    |
| 5.  | 5 de abril de 2015       | Manama, Baréin                    | Dura       | Vivian Heisen       | 6–4, 7–6(2) |
| 6.  | 3 de mayo de 2015        | Heraclión, Grecia                 | Dura       | Tayisiya Morderger  | 7-5, 6-3    |
| 7.  | 3 de mayo de 2015        | Port El Kantaoui, Túnez           | Dura       | Ekaterina Kazionova | 6-1,6-4     |
| 8.  | 19 de septiembre de 2015 | Hyderabad, India                  | Arcilla    | Prerna Bhambri      | 6–4, 6–0    |
| 9.  | 26 de septiembre de 2015 | Hyderabad, India                  | Arcilla    | Rishika Sunkara     | 6–3, 6–1    |
| 10. | 14 de octubre de 2017    | Hammamet, Túnez                   | Arcilla    | Isabella Shinikova  | 6–3, 6–1    |

#### Finalista (8)
| N.º | Fecha                    | Torneo                   | Superficie | Oponentes             | Resultado           |
| --- | ------------------------ | ------------------------ | ---------- | --------------------- | ------------------- |
| 1.  | 25 de julio de 2010      | Waterloo, Canadá         | Arcilla    | Julia Cohen           | 6-1, 5-7, 5-7       |
| 2.  | 23 de septiembre de 2012 | Sharm el-Sheikh , Egipto | Dura       | Belinda Bencic        | 3-6, 6-7(4)         |
| 3.  | 31 de marzo de 2014      | Manama, Baréin           | Dura       | Quirine Lemoine       | 6-4, 1-6, 2-6       |
| 4.  | 9 de agosto de 2014      | Bangalore, India         | Dura       | Hsu Ching-wen         | 4-6, 4-6            |
| 5.  | 14 de agosto de 2016     | Las Palmas, España       | Arcilla    | Samantha Harris       | 6–7(4), 6–4, 7–6(7) |
| 6.  | 31 de octubre de 2016    | Casablanca, Marruecos    | Arcilla    | Georgina García Pérez | 4–6, 6–3, 2–6       |
| 7.  | 20 de noviembre de 2016  | Rabat, Marruecos         | Arcilla    | Georgina García Pérez | 3–6, 6–2, 1–6       |
| 8.  | 29 de enero de 2017      | Cairo, Egipto            | Arcilla    | Hélène Scholsen       | 2–6, 5–7            |

### Dobles (12)
| Torneos de 100 000 $ |
| Torneos de 75 000 $  |
| Torneos de 50 000 $  |
| Torneos de 25 000 $  |
| Torneos de 15 000 $  |
| Torneos de 10 000 $  |

| N.º | Fecha                    | Torneos                          | Superficie | Pareja                     | Oponentes                                  | Resultado           |
| --- | ------------------------ | -------------------------------- | ---------- | -------------------------- | ------------------------------------------ | ------------------- |
| 1.  | 23 de marzo de 2008      | Ain Sukhna, Egipto               | Arcilla    | Fatima El Allami           | Yelyzaveta Rybakova Nadège Vergos          | 6-4, 6-4            |
| 2.  | 21 de noviembre de 2008  | Dubái, Emiratos Árabes Unidos    | Dura       | Magali de Lattre           | Alexandra Artamonova Vladislava Kuzmenkova | 6–2, 2–6, [10–3]    |
| 3.  | 26 de marzo de 2010      | Fujairah, Emiratos Árabes Unidos | Dura       | Magali de Lattre           | Martina Caciotti Nicole Clerico            | 2–6, 7–6(5), [10–8] |
| 4.  | 6 de agosto de 2010      | Gaziantep, Turquía               | Dura       | Magali de Lattre           | Jade Hopper Daniela Scivetti               | 6-3, 6-2            |
| 5.  | 26 de octubre de 2013    | Lagos, Nigeria                   | Dura       | Gioia Barbieri             | Conny Perrin Chanel Simmonds               | 1–6, 6–4, [10–8]    |
| 6.  | 4 de abril de 2015       | Manama, Baréin                   | Dura       | Camila Fuentes             | Stamatia FafaliouJ asmin Jebawy            | 6-2, 7-6(3)         |
| 7.  | 2 de mayo de 2015        | Heraclión, Grecia                | Dura       | Cristina Sánchez Quintanar | Yoshimi Kawasaki Daiana Negreanu           | 6-4, 6-1            |
| 8.  | 5 de junio de 2015       | Bangkok, Tailandia               | Dura       | Nungnadda Wannasuk         | Kamonwan Buayam Kim Dabin                  | 6-3, 7-5            |
| 9.  | 24 de agosto de 2015     | Port El Kantaoui, Túnez          | Dura       | Michaela Hončová           | Margarita Lazareva Sofía Luini             | 6–2, 7–5            |
| 10. | 20 de septiembre de 2015 | Hyderabad, India                 | Arcilla    | Prerna Bhambri             | Sharrmadaa Baluu Prarthana Thombare        | 7–5, 6–2            |
| 11. | 28 de noviembre de 2015  | Rabat, Marruecos                 | Arcilla    | Olga Parres Azcoitia       | Léa Tholey Miriana Tona                    | 7–6(5), 7–5         |
| 12. | 20 de agosto de 2017     | Las Palmas, España               | Arcilla    | Arabela Fernández Rabener  | Victoria Bosio Kana Daniel                 | 2–6, 7–5, [10–5]    |